# Gastmahl von Nyköping

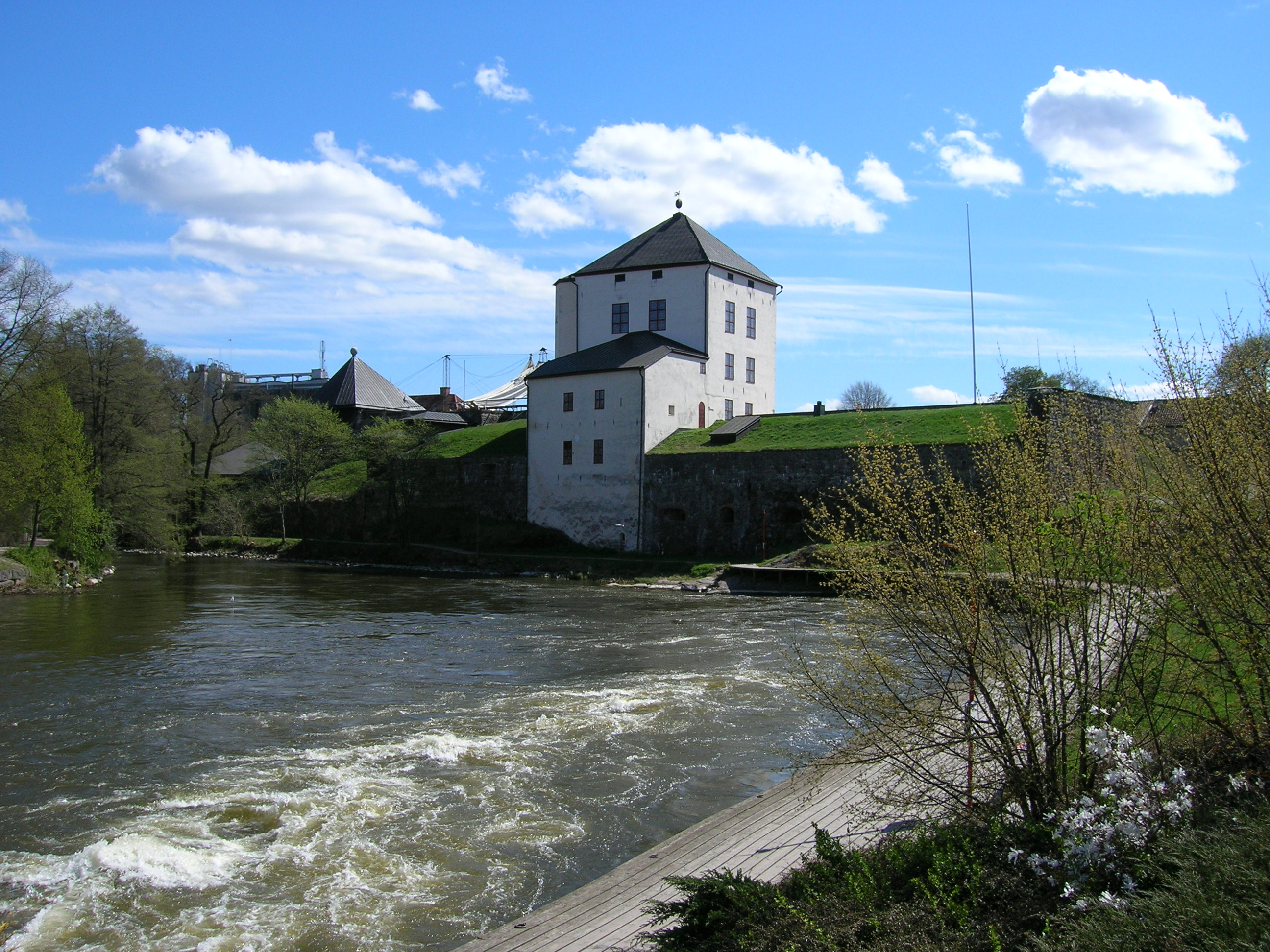
Nyköpinghus, wo sich die Ereignisse abspielten

Das Gastmahl von Nyköping 1317 (schwed.: Nyköpings gästabud) bildete den tödlichen Abschluss der Auseinandersetzung zwischen den drei Söhnen von König Magnus Birgersson, der auch fast zum Untergang des Bjälbo-Geschlechtes führte. Die einzige Quelle dazu ist die zwischen 1322 und 1332 verfasste Erikschronik, deren Held Erik Magnusson, eins der beiden Opfer, ist.

## Vorgeschichte
König Magnus Birgersson hatte die drei Söhne Birger, Erik und Waldemar. Nachdem König Magnus 1290 gestorben war, übernahm sein Vertrauter Reichsmarschall Torgils Knutsson den Vorsitz in der Vormundschaftsregierung über die noch minderjährigen Brüder. Ihm gelang es, die äußeren Feinde fernzuhalten und den inneren Frieden zu bewahren. Mit zunehmendem Alter der drei Brüder wurde es immer schwieriger, den Frieden auch in der Familie zu erhalten, da sie immer streitlustiger wurden. Der älteste Bruder Birger wurde im Alter von 10 Jahren zum König gewählt. Die jüngeren Brüder wurden Herzöge. Als Birger volljährig wurde, blieb die Regierungsgewalt trotzdem zunächst bei Torgils, was Birger auch akzeptierte, nicht jedoch die beiden jüngeren Brüder. 1303 sah Torgils ein, dass er die Brüder nicht mehr von der Regierung fernhalten konnte, legte sein Vormundschaftsamt nieder, blieb aber Reichsmarschall und in manchen Angelegenheiten dem jungen Birger gleichgestellt, was den jüngeren Brüdern aber nicht gefiel. Herzog Erik hatte Södermanland und Teile von Uppland als Herzogtum und Waldemar Finnland. Doch das genügte ihnen nicht. Sie hielten sich für die Regierung des Reiches besser geeignet als Birger. Der Konflikt führte dazu, dass sie ihrer Herzogtümer beraubt wurden und sich verbittert zurückzogen.
Erik nutzte nun seine norwegischen Kontakte. Er hatte dort vom König Landbesitz erhalten und war außerdem mit Prinzessin Ingebjørg, Tochter König Håkon Magnussons, verlobt. Anlässlich der Verlobung hatte er vom König Teile von Båhuslän mit der Festung Kungahälla erhalten. Dorthin begaben sich Erik und Waldemar, um einen Aufstand zu starten. Da Kungahälla eine strategisch wichtige Position für den Handel Schwedens nach Westen war, ließ Birger unverzüglich eine Festung Gullbergshed in Västergötland errichten, um etwaigen Kriegszügen der Brüder begegnen zu können. Es kam zum Krieg. Nach anfänglichen Erfolgen wurden sie 1305 besiegt. In der nachfolgenden Kapitulationsverhandlung mussten sie Birgers Sohn Magnus als Thronfolger anerkennen. Doch allmählich fühlte sich Birger von Torgils wegen dessen Erfolge bedroht. Anlässlich einer vorübergehenden Versöhnung der drei Brüder ließ er ihn gefangen nehmen und wegen eines Majestätsverbrechens in der Nähe von Stockholm hinrichten.
Nach dem Tode Torgils brach der Hass zwischen den Brüdern erneut aus. Dabei war Erik die treibende Kraft gegen Birger. 1306 planten die beiden Herzöge einen weiteren Staatsstreich. Im September 1306 versammelten sich die Brüder sowie der Erzbischof und eine Reihe von Aristokraten auf Birgers Anwesen Håtuna nördlich des Mälarsees zu einem Fest. In der Nacht nach dem Fest stürmten Erik und Waldemar mit Soldaten in das Schlafzimmer Birgers und nahmen ihn und seine Frau Märtha sowie den Erzbischof gefangen. Seinen Sohn Magnus fanden sie allerdings nicht. Er konnte nach Dänemark fliehen. Diese Ereignisse werden in der schwedischen Geschichtsschreibung Håtunaleken (das Håtuna-Spiel) genannt. Die Gefangenen wurden nach Nyköping gebracht. Dort blieben sie zwei Jahre. 1310 zwangen sie ihn, die Regierung des Reiches mit ihnen zu teilen, wobei dem König der kleinste Teil zugewiesen wurde.
König Erik Menved von Dänemark, Birgers Schwager und Feind der beiden Herzöge, erklärte unverzüglich den Herzögen den Krieg. Nun übernahmen Erik und Waldemar die Herrschaft über das Reich. Doch ihre Macht war nicht groß genug, sich auf Birgers Thron zu setzen. Viele Städte und Festungsbesatzungen hielten treu zu König Birger. Gleichzeitig lagen sie mit Dänemark im Krieg. Doch es kam zum Friedensschluss, da König Erik Menved Probleme in seinen norddeutschen Besitzungen hatte, die einen gleichzeitigen Krieg gegen Schweden nicht zuließen. Die Herzöge machten zur Beruhigung der heimatlichen Opposition Zugeständnisse und ließen den Erzbischof frei. Aber Birger hatte noch so viele Anhänger innerhalb und außerhalb des Reiches, dass sich die Herzöge genötigt sahen, 1308 auch ihn freizulassen. Es kam zu weiteren Streitigkeiten, bis die Brüder 1310 übereinkamen, Schweden in drei Herrschaftsbereiche aufzuteilen. Birger bekam Hälsingland, Fjädrundaland (in Uppland), Teile von Västmanland, Närke, Södermanland, Östergötland, Gotland, Tiohärad in Småland und Viborgs län in Finnland sowie weitere Besitzungen in anderen Teilen des Reiches.

## Das Gastmahl

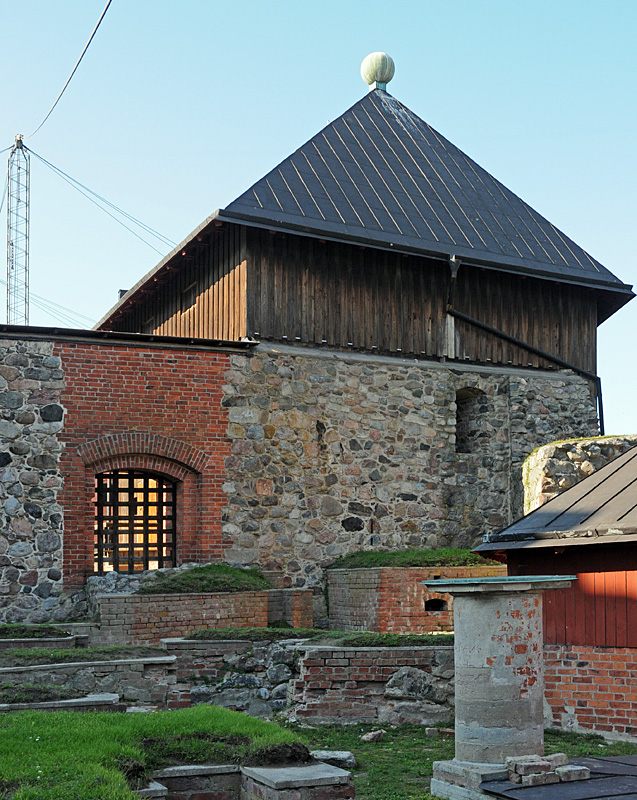
Der Gefängnisturm

In der Folgezeit kam es zu mehreren Aufständen der Bauern wegen der Steuern. 1317 wurde gar ein Steuereintreiber getötet. In dieser Zeit schien sich der Konflikt zwischen den Brüdern beruhigt zu haben. Jeder saß in seinem Herrschaftsgebiet, und man ging sich aus dem Weg. 1317 lud König Birger seine Brüder zu einem Fest nach Nyköping ein, den Ort, in dem er von seinen Brüdern gefangen gehalten worden war. Nach der Erik-Chronik soll Erik misstrauisch gewesen, aber von Waldemar überredet worden sein, am Fest teilzunehmen. Die beiden Brüder wurden herzlich aufgenommen und gut bewirtet. In der Nacht wurden sie von Birger und seinen Soldaten geweckt. Nach der Schilderung der Chronik soll Birger ihnen vorgehalten haben: „Erinnert ihr euch noch an Håtunaleken? Ich erinnere mich sehr gut!“ Er beauftragte seinen Marschall Johan von Brunkow, die noch schlafenden Männer der Herzöge unschädlich zu machen. Die Herzöge wurden in einem Turm von Nyköpings Festung in Ketten gelegt. Dort starben sie, wahrscheinlich an Hunger. Die Erik-Chronik und die gleichzeitig verfassten Reichschroniken in Deutschland schildern dies in schauerlichsten Farben, wonach sie sich im Hunger gegenseitig angebissen hätten. Aber keiner der Verfasser hatte eigene Kenntnis von den Ereignissen. Vielmehr ist die Parallele zu Dantes Göttlicher Komödie XXXIII. Gesang auffallend, wo der Erzbischof Ruggiero degli Ubaldini von Pisa seine Feinde, den Grafen Ugolino della Gherardesca und dessen zwei minderjährige Söhne einkerkert und verhungern lässt. Auch dort kommt es zum Kannibalismus. Das könnte für den Dichter der Eriks-Chronik Vorbild gewesen sein. Das gemeinsame Testament der Herzöge konnte aus dem Gefängnis hinausgebracht werden und befindet sich im schwedischen Reichsarchiv. Danach hatten sie große Summen der Kirche, den Klöstern und Einrichtungen für Arme, Alte und Kranke vermacht. Man kann auch am baldigen Tod der Herzöge zweifeln, weil am 16. April 1318 der dänische Herzog Christoph von Halland und Samsø, der Erzbischof Esger von Lund und die beiden Herzoginnen in Kalmar vereinbarten, dass deren Ehemänner auf jeden Fall befreit werden sollten. Aber es kann auch sein, dass die Vertragschließenden von dem Hungertod der Herzöge noch nichts wussten. Erst am 27. Juni 1318 wurde Nyköpingshus erobert und der Tod der Herzöge festgestellt.

## Nachspiel
König Birger glaubte nun, die Macht über ganz Schweden übernehmen zu können. Außerdem war er mit Erik Menved verbündet und hatte so den Rücken frei. Um sich dessen Unterstützung zu sichern, verpfändete er am 27. Februar 1318 Gebiete Smålands an Dänemark. Doch Birger täuschte sich. Es bildete sich eine mächtige Koalition schwedischer Adliger gegen ihn. Diese verbündeten sich mit der Adelsopposition in Dänemark. Es kam zu einem gleichzeitigen Aufstand in Dänemark und Schweden. Der Aufstand in Schweden wurde von Mathias Kettilmundsson aus Uppland angeführt. Der Aufstand weitete sich rasch aus, und auch die Bauern erhoben sich. Bald zogen mehrere aufständische Armeen, adlige und nichtadlige durch Schweden. Der dänische König Erik griff nun in das Geschehen ein und erzielte einige Erfolge in Västergötland, doch er kam nicht nach Mittelschweden, um Nyköpingshus zu entsetzen. Birger setzte den Kampf fort. Er musste schließlich nach Dänemark fliehen, wo er 1321 starb. 1319 wurde der dreijährige Sohn von Herzog Erik, Magnus, zum König gewählt.